# Disa hians
Disa hians là một loài thực vật có hoa trong họ Lan. Loài này được (L.f.) Spreng. mô tả khoa học đầu tiên năm 1826.